# Lochočice
Lochočice (německy Lochtschitz) jsou zaniklá vesnice, která stála asi čtyři kilometry jižně od Chabařovic v okrese Ústí nad Labem na severu Čech. Lochočice stály v katastrálním území Lochočice o výměře 740,82 hektarů.

## Historie
První písemná zmínka o vesnici pochází z roku 1334.
V roce 1930 u vesnice fungoval důl Martin a mimo provoz byl důl Mír. Vesnice zanikla kvůli rozšiřování hnědouhelného Lomu Chabařovice.

## Přírodní poměry
Vesnice stávala na okraji Českého středohoří. Jižně od ní se nachází vrch Jedovina.

## Obyvatelstvo
Při sčítání lidu v roce 1921 ve vsi žilo 312 obyvatel (z toho 144 mužů), z nichž bylo 52 Čechoslováků, 254 Němců a šest cizinců. Kromě čtrnácti evangelíků a patnácti lidí bez vyznání se ostatní hlásili k římskokatolické církvi. Podle sčítání lidu z roku 1930 měla vesnice 305 obyvatel: 71 Čechoslováků a 234 Němců. S výjimkou pěti evangelíků a 33 lidí bez vyznání byli římskými katolíky.
|           | 1869 | 1880 | 1890 | 1900 | 1910 | 1921 | 1930 | 1950 | 1961 | 1970 |
| --------- | ---- | ---- | ---- | ---- | ---- | ---- | ---- | ---- | ---- | ---- |
| Obyvatelé | 257  | 317  | 319  | 305  | 306  | 312  | 305  | 183  | 172  | 147  |
| Domy      | 40   | 47   | 46   | 47   | 49   | 49   | 52   | 50   | 46   | 36   |